# Samabogo
Samabogo is een gemeente (commune) in de regio Ségou in Mali. De gemeente telt 13.200 inwoners (2009).
De gemeente bestaat uit de volgende plaatsen:
- Bangafongo
- Bogoni
- Dossorosso Bamana
- Dossorosso Peul
- Kokasso
- Kolomousso
- Nougola
- Pissangasso
- Samabogo
- Sokourani